# Catharus minimus
El zorzalito carigrís (Catharus minimus), también denominado tordo de cara gris, zorzal de cara gris, zorzal de mejilla gris y zorzal migratorio, es una especie de ave paseriforme de la familia Turdidae que cría en Norteamérica y el norte de Asia y migra para pasar el invierno en Centro y Sudamérica.

## Taxonomía
La especie fue descrita por el ornitólogo francés Frédéric de Lafresnaye en 1848. Forma con el zorzalito de Bicknell un par críptico de especies, con el cual apenas se diferencia por ser ligeramente mayor y por sus cantos. Por lo que en el pasado fueron considerados coespecíficos. Además ambos están cercanamente emparentados con el otro miembro migratorio del género, el zorzalito rojizo.

## Descripción
El zorzalito carigrís mide entre 15–17 cm de largo. Tiene el patrón de color blanco y blanco sucio característico de los miembros del género Catharus. Los adultos tienen las partes superiores de color pardo oliváceo. Tienen el pecho pardo grisáceo con motas más oscuro y las mejillas los flancos grises, y el vientre blanco. Tienen las patas rosadas y anillos oculares grises.